# Cockermouth
Cockermouth – miasto i civil parish w Wielkiej Brytanii, w Anglii, w hrabstwie Kumbria (dystrykt Allerdale), położone nad ujściem rzeki Cocker do Derwent. W 2011 roku civil parish liczyła 8761 mieszkańców. Zabudowa miasta pochodzi w większości z XVIII i XIX wieku. Miasto jest miejscem urodzenia Williama Wordswortha i Johna Daltona.